# Diana Ross
Diana Ernestine Earle Ross, conocida como Diana Ross (Detroit, Míchigan, 26 de marzo de 1944), es una cantante y actriz estadounidense. Fue la vocalista principal del grupo The Supremes, que se convirtió en el grupo de mayor éxito de Motown durante la década de 1960 y en uno de los grupos femeninos con mayores ventas de todos los tiempos. Siguen siendo el grupo femenino con más éxitos de la historia, con un total de doce sencillos número uno en la lista Billboard Hot 100 de Estados Unidos, entre ellos "Where Did Our Love Go", "Baby Love", "Come See About Me", "Stop! In the Name of Love" y "Love Child".
Tras su marcha de las Supremes en 1970, Ross emprendió una exitosa carrera musical en solitario con el lanzamiento de su álbum homónimo en solitario y sus sencillos "Ain't No Mountain High Enough" -su primer número uno en Estados Unidos- y "Reach Out and Touch (Somebody's Hand)". Su segundo álbum en solitario, Everything Is Everything (1970), dio lugar a su primer sencillo número uno en el Reino Unido, "I'm Still Waiting". Ross prosiguió su exitosa carrera en solitario con elaboradas giras de conciertos por todo el mundo que batieron récords de audiencia, protagonizando especiales televisivos de gran audiencia y publicando álbumes de éxito como Touch Me in the Morning (1973), Mahogany (1975), Diana Ross (1976) y Diana (1980), así como sus sencillos número uno: "Touch Me in the Morning", "Theme from Mahogany (Do You Know Where You're Going To)", "Love Hangover" y "Upside Down", respectivamente. "Endless Love", un dúo de 1981 con Lionel Richie, la convirtió en la solista femenina con más números uno en los Estados Unidos de la época. Su éxito comercial continuó durante los años 80 y 90 con éxitos mundiales como "I'm Coming Out", "Why Do Fools Fall in Love", "All of You", "Chain Reaction", "If We Hold on Together" y "When You Tell Me That You Love Me". 
Ross también ha logrado un gran éxito y reconocimiento como actriz. Su primer papel fue su interpretación de Billie Holiday en la película Lady Sings the Blues (1972), que le valió un Globo de Oro y una nominación al Oscar, convirtiéndose en la primera actriz afroamericana en recibir una nominación al Oscar por su debut en el cine; también grabó su banda sonora, que se convirtió en su único álbum en solitario que alcanzó el número uno en la lista Billboard 200 de Estados Unidos. También protagonizó otros dos largometrajes, Mahogany (1975) y The Wiz (1978), y más tarde apareció en las películas para televisión Out of Darkness (1994), por la que fue nominada a un Globo de Oro, y Double Platinum (1999). 
Ross fue nombrada "Artista femenina del siglo" por Billboard en 1976. Desde que comenzó su carrera en solitario en 1970, Ross ha publicado 25 álbumes de estudio, numerosos singles y recopilaciones que han vendido más de 100 millones de discos en todo el mundo. Es la única mujer artista que ha tenido singles número uno en el Billboard Hot 100 como solista, como la otra mitad de un dúo, como miembro de un trío y como miembro de un conjunto. En 2021, Billboard la clasificó como la trigésima mejor artista del Hot 100 de todos los tiempos. Sus éxitos como Supreme y como solista combinados situaron a Ross entre las cinco mejores artistas de la lista Billboard Hot 100 de 1955 a 2018. Tuvo un éxito en el Top 10 del Reino Unido en cada una de las últimas cinco décadas, y cantó en uno de los éxitos del Top 75 al menos una vez al año desde 1964 a 1996 en el Reino Unido, un período de 33 años consecutivos y un récord para cualquier artista. En 1988, Ross ingresó en el Salón de la Fama del Rock and Roll como miembro de las Supremes, y es una de las pocas artistas con dos estrellas en el Paseo de la Fama de Hollywood. Recibió un premio Tony especial en 1977, el Kennedy Center Honors en 2007, el Grammy Lifetime Achievement Award en 2012 y 2023 (convirtiéndose en la primera mujer en ganar el premio dos veces, esta última como miembro de The Supremes), y la Medalla Presidencial de la Libertad en 2016.

## Biografía
Diana Ross nació en Detroit, Michigan, el 26 de marzo de 1944. Fue la segunda de los seis hijos de Ernestine (de soltera Moten; 27 de enero de 1916-9 de octubre de 1984), maestra afroestadounidense de Bessemer (Alabama) y Fred Ross Sr. (4 de julio de 1920-21 de noviembre de 2007) un soldado blanco del Ejército de los Estados Unidos. Su madre la llamó Diane, pero el certificado de nacimiento se rellenó por error con el nombre Diana. Su familia y sus amigos de Detroit la llamaron Diane toda su vida. Ross creció con dos hermanas (Barbara y Rita) y tres hermanos: Arthur; Fred Jr. y Wilbert, también conocido como Chico. Ross fue educada como baptista.
Cuando Ross tenía siete años, su madre contrajo tuberculosis y los padres enviaron a sus hijos a vivir con los padres de Ernestine, el Reverendo (pastor de la Iglesia Bautista de Bessemer) y la Sra. William Moton en Bessemer, Alabama. Cuando su madre se recuperó, ella y sus hermanos regresaron a Detroit. Cuando cumplió 14 años, en 1958, Ross aspiraba en convertirse en diseñadora de moda, por lo que se inscribió en el Cass Technical High School.
En 1960, la tienda Hudson's del centro de Detroit contrató a Ross como su primera chica de autobús afroamericana. Para obtener ingresos extra, también prestaba servicios de peluquería a sus vecinos. Ross se graduó en Cass Tech en enero de 1962.

### 1959-1970: The Supremes
En 1959, con 15 años, se unió a sus vecinas Mary Wilson, Florence Ballard, y Betty McGlown para formar el cuarteto local conocido como The Primettes, quienes actuaban como teloneras de The Primes (más tarde llamados The Temptations).

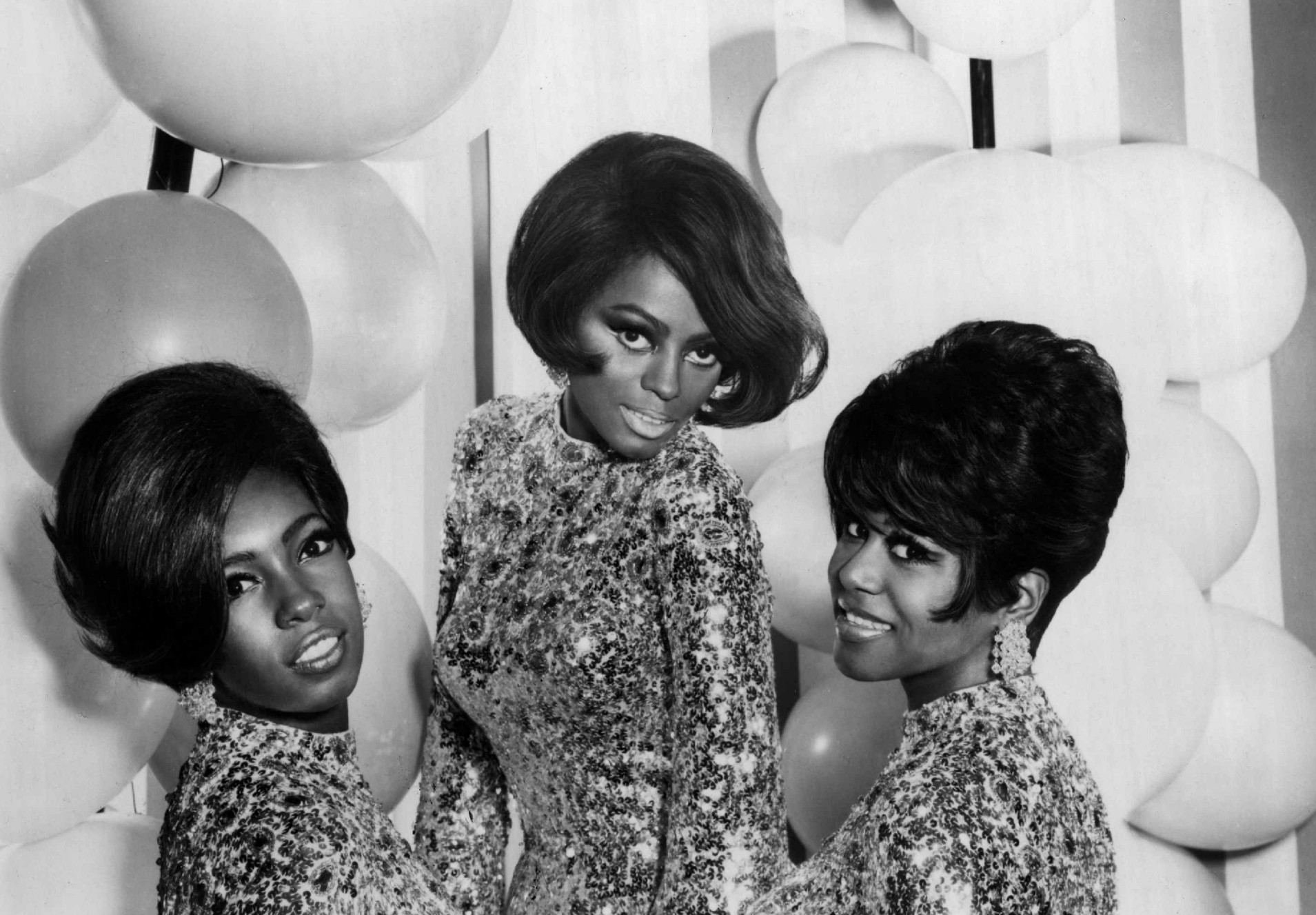
Diana Ross, al centro, con las integrantes de The Supremes (1967).

En 1961 firmaron un contrato con la discográfica Motown Records, y Betty McGlown fue reemplazada por Barbara Martin. El grupo fue relanzado bajo el nombre de The Supremes. En 1962 Barbara abandonó el cuarteto, convirtiéndolo en un trío. El delegado de la discográfica, Berry Gordy, convirtió a Diana en la líder del conjunto musical. 
Entre agosto de 1964 y mayo de 1967, el terceto consiguió que diez de sus sencillos llegaran al puesto n.º 1 del Billboard Hot 100. Después, Gordy sustituyó a Florence Ballard por la vocalista de Patti LaBelle and the Bluebelles, Cindy Birdsong. Pronto, rebautizó al grupo como Diana Ross and the Supremes, para darle protagonismo tanto a la voz principal como al conjunto. Gordy ya lo había hecho con otras agrupaciones como Smokey Robinson & The Miracles, antes llamados The Miracles, y Martha Reeves & The Vandellas, antes conocidos como The Vels, por las mismas razones.
The Supremes, bajo el liderazgo de Diana Ross, consiguió doce grandes éxitos en Estados Unidos, entre los que destacan "Where Did Our Love Go", "Baby Love", y "You Can’t Hurry Love". Así, se convirtieron en el segundo conjunto musical de habla inglesa más exitoso de la década de 1960, después de los Beatles. En 1969, Diana decidió abandonar el grupo. Actuó por última vez como miembro del trío en enero de 1970 y su vacante fue cubierta por diversas cantantes.

### Desde 1970: carrera como solista

#### 1970-1978: inicial éxito solista y actuaciones en cine
En mayo de 1970, con el apoyo de los productores musicales Ashford & Simpson, lanzó su primer disco solista titulado Diana Ross. El primer sencillo de esta producción fue la canción góspel "Reach Out and Touch (Somebody's Hand)", que alcanzó la posición nº20 del Billboard Hot 100. El segundo single fue una versión del tema "Ain't No Mountain High Enough", tuvo un éxito internacional, y este sería el primero lanzado como solista en alcanzar el puesto n.º 1 de las listas pop. Por "Ain't No Mountain High Enough" fue nominada al Premio Grammy por mejor vocalista pop.
En 1971, Motown lanzó un segundo álbum de Diana llamado Everything Is Everything. Su primer sencillo, "I'm Still Waiting", fue todo un éxito, en especial en el Reino Unido, donde alcanzó el puesto n.º 1 de las listas de popularidad. Varios meses después lanzó su tercer disco en solitario titulado Surrender. Ese año tuvo su propio programa especial para la televisión, llamado Diana!. En él aparecieron como invitados The Jackson 5, Bill Cosby y Danny Thomas. A finales del mismo año, Motown anunció que produciría una película biográfica protagonizada por Ross, en la que retrataría a la cantante Billie Holiday.
Ross debutó en cine en 1972 con la película Lady Sings the Blues, donde ineterpretó a Billie Holiday, bajo la dirección de Sidney J. Furie. El largometraje tuvo un gran éxito de crítica y público. Posteriormente ganó un Globo de Oro por «Nueva estrella del año- actriz» y fue nominada al premio Óscar por «Mejor actriz». La banda sonora de la película alcanzó el primer puesto de la lista Billboard 200, donde se mantuvo durante tres semanas consecutivas. En la semana de su lanzamiento vendió más de 300.000 copias.

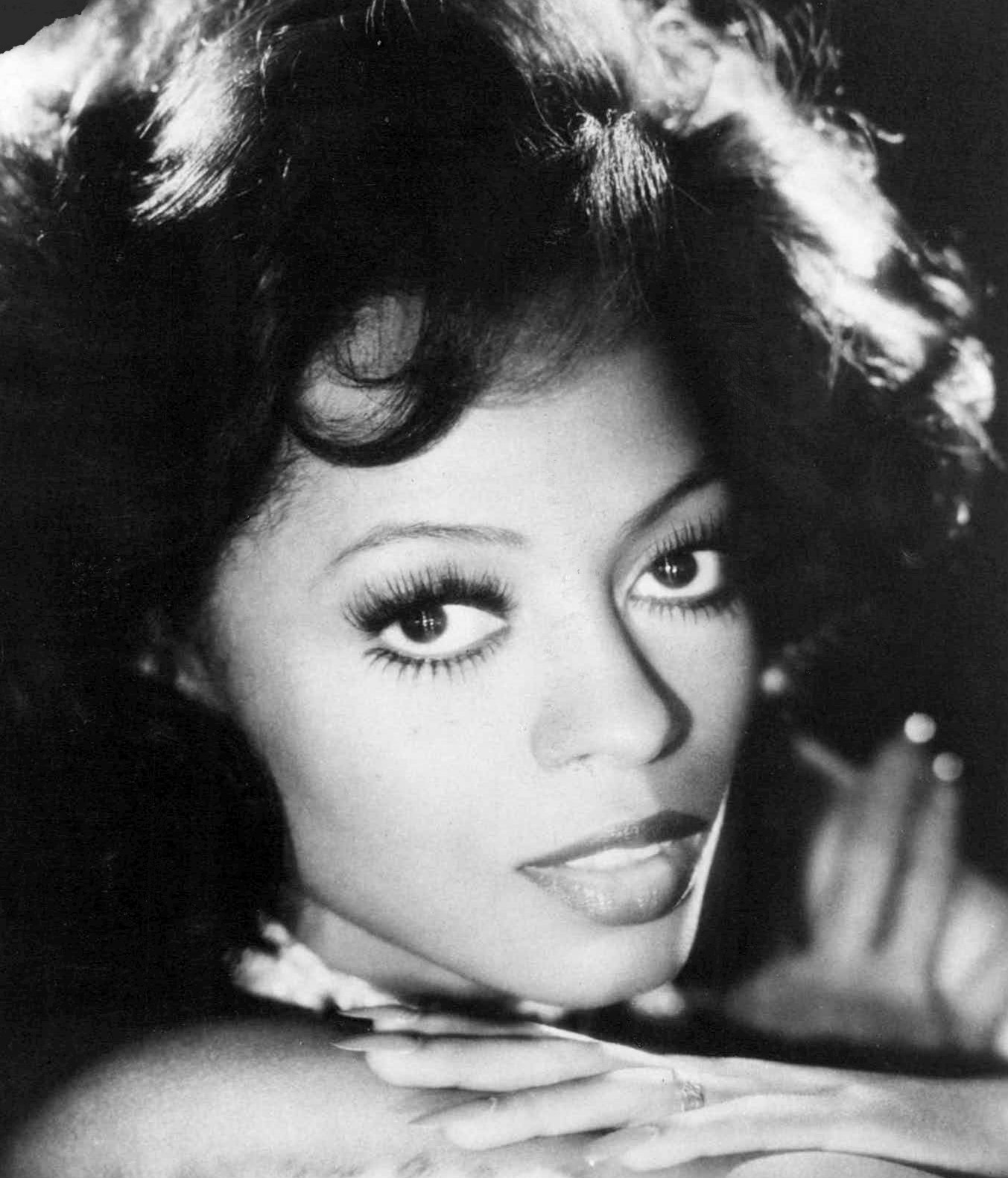
Diana Ross (agosto de 1976).

A comienzos de 1973, publicó el álbum Touch Me in the Morning. El sencillo homónimo alcanzó el puesto número uno en las listas estadounidenses. A fines de ese año, la cantante lanzó un exitoso álbum junto a Marvin Gaye, llamado Diana & Marvin. De él se desprendieron los sencillos "My Mistake (Was to Love You)", que se situó en el Top 20 de Estados Unidos, y "You Are Everything", que se situó en el Top 5 del Reino Unido.
En 1975, protagonizó la película Mahogany, junto a Billy Dee Williams. El director era Tony Richardson, pero luego fue sustituido por Berry Gordy. Con este último Diana no tuvo una buena relación, por lo que abandonó el rodaje antes de que culminara. El filme fue un éxito comercial, pero no recibió buenas críticas. De la banda sonora se desprendieron los singles "Do You Know Where You're Going To", que llegó al n.º 1 de las listas pop, y el tema de música disco "Love Hangover". El éxito de estos sencillos ayudó a la publicación del álbum Diana Ross.
En 1977 ganó el Premio Tony por el especial musical An Evening with Diana Ross, que luego fue televisado por la cadena NBC. En ese año, Motown adquirió los derechos de la popular obra de Broadway The Wiz para poder llevarla a la pantalla grande como una versión "afroamericana" de El mago de Oz. Diana interpretó el papel de Dorothy, que había encarnado de forma inolvidable Judy Garland, y compartió escena con Lena Horne, Richard Pryor, Nipsey Russell, Ted Ross y su amigo Michael Jackson, quien en esos años empezaba a destacar al margen de su grupo The Jacksons. La película se estrenó en octubre de 1978, recibiendo críticas malas y fracasando en la taquilla; pero su banda sonora, producida por Quincy Jones, vendió más de 850.000 copias. Esta sería la última producción cinematográfica de Motown.

#### 1979-1987
En 1979, Ross se reunió con Nicholas Ashford y Valerie Simpson para el lanzamiento del disco The Boss, que fue certificado como "disco de oro" por la RIAA. En 1980, publicó Diana, su primer álbum certificado como "disco de platino" por la RIAA. El álbum incluyó los exitosos sencillos "Upside Down", el quinto en llegar al puesto n.º 1 de las listas, y "I'm Coming Out". Diana alcanzó el segundo puesto del Billboard 200, y permaneció allí durante tres semanas, vendiendo más de 6 millones de copias en Estados Unidos.
Ross colaboró en la banda sonora de la película Endless Love, grabando el sencillo homónimo junto al cantautor Lionel Richie. Cuando esta canción llegó al puesto n.º 1 de las listas de popularidad, Diana se convirtió en la primera cantante femenina en conseguir seis singles número uno en el Billboard Hot 100. Cuando su contrato de veinte años con Motown venció, firmó un contrato de 20 millones de dólares con la discográfica RCA Records.
El primer álbum de Diana con RCA Records fue Why Do Fools Fall in Love, que salió a la venta en el verano de 1981. De él se desprendieron tres exitosos sencillos: "Why Do Fools Fall in Love", "Mirror Mirror" y "Work That Body", que ingresó en el Top 10 del Reino Unido.
En 1983 se reunió con Mary Wilson y Cindy Birdsong, sus excompañeras de The Supremes, para el programa especial Motown 25: Yesterday, Today, Forever. El trío interpretó el tema "Someday We'll Be Together", un clásico de su repertorio. A finales de ese mismo año, Diana reailizó un concierto en el Central Park de Nueva York, cuya recaudación se utilizó para la construcción de una zona de juegos que lleve su nombre. Parte de este show fue filmado y televisado por la señal de cable Showtime. Allí asistieron más de 800.000 personas, por lo que Ross anunció que al día siguiente brindaría un nuevo concierto, al que asistieron cerca de 500.000 espectadores. Sin embargo la recaudación de ambas presentaciones no fue suficiente para el financiamiento de Diana Ross Playground, por lo que la misma Ross debió pagar los 250.000 dólares que faltaban para que se llevase a cabo el proyecto.
Con RCA grabó varios sencillos exitosos como "Muscles" (1982), tema musical compuesto por Michael Jackson y nominado al Grammy, "So Close" (1983), "Pieces of Ice" (1983), "All of You" (1984), que llegó al puesto n.º 1 de la lista dance, "Swept Away" (1984), "Missing You" (1985), "Eaten Alive" (1985), "Chain Reaction", que alcanzó la posición n.º 1 de las listas de Reino Unido, y "We Are The World", que fue un éxito en todo el mundo. La canción "All of You" la interpretó a dúo junto a Julio Iglesias, lo que contribuyó a catapultar a Julio al éxito en el mercado anglosajón.
Los álbumes que lanzó en estos años fueron All The Great Hits, que fue certificado como "disco de oro" por la RIAA, Silk Electric, Diana Ross Anthology y Swept Away. En 1987 publicó Red Hot Rhythm & Blues, que recibió muy buenas críticas pero no fue un éxito comercial, y If We Hold On Together. En 1989, Diana regresó a Motown.

#### 1989-1999

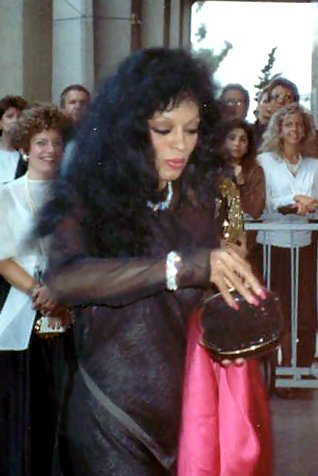
Diana Ross asistiendo a la entrega de los premios Óscar de 1990.

El primer álbum que lanzó en ocho años con Motown fue Workin' Overtime. A pesar de que el sencillo homónimo llegó al puesto n.º 3 de la lista R&B, el compacto fue un fracaso comercial.
En la década de 1990 publicó sencillos y álbumes que consiguieron poca acogida en las listas de Reino Unido y Europa, como "When You Tell Me That You Love Me" (canción que años después grabarían a dúo Julio Iglesias y Dolly Parton), "One Shining Moment", "Force Behind The Power", "Heart (Don't Change My Mind)", "Your Love", "The Best Years of My Life", "Take Me Higher", "Gone", "I Will Survive" y "In the Ones You Love". En 1993 publicó el disco Christmas in Vienna, que recogía un concierto de sabor navideño ofrecido por Diana con Plácido Domingo y José Carreras. 
En 1994, retomó su carrera de actriz al protagonizar el telefilme de la cadena ABC, Out of Darkness. Por su interpretación recibió su tercera nominación al Globo de Oro. En 1996 realizó una actuación especial en el Super Bowl XXX. En 1999, como solista y se ubicó en el puesto 38 en la lista de VH1 The 100 Greatest Women in Rock and Roll mientras que The Supremes se colocaron en el n.º 6. En el mismo año, coprotagonizó otra película de televisión para la ABC, llamada Double Platinum, donde interpretó a una cantante que abandona a su hija para concentrarse en su carrera.

#### 2000-presente: Ross en elsigloXXI
En 2000, Ross anunció que realizaría con sus antiguas compañeras de The Supremes, Mary Wilson y Cindy Birdsong, una gira titula Return to Love. Wilson y Birdsong no quisieron participar en ella porque Diana recibiría 15 millones de dólares, mientras que a ellas les pagarían 2 y 1 millón de dólares respectivamente. Ellas fueron sustituidas por Lynda Laurence y Scherrie Payne, quienes habían formado parte del grupo después de que Diana lo abandonara. Los primeros conciertos del tour se llevaron a cabo primero en Filadelfia y luego en el Madison Square Garden de Nueva York. Return to Love sólo contó con nueve presentaciones, ya que las ventas de boletos fueron escasas.
A principios del año 2000 fue homenajeada en el evento anual "VH1 Divas"
En diciembre de 2002, Ross fue arrestada en Tucson, Arizona por conducir en estado de ebriedad. Tras cumplir dos días de arresto regresó a su casa en Greenwich, Connecticut. Después de este episodio, se mantuvo durante poco más de dos años alejada de los medios de comunicación.
En 2005 grabó con Rod Stewart el sencillo "I've Got a Crush on You", perteneciente al álbum de este último llamado The Great American Songbook, que alcanzó el puesto 19 del Billboard Hot Adult Contemporary. Diana, junto a Westlife, regrabó su éxito "When You Tell Me You Love Me", que volvió a alcanzar el puesto #2 de las listas de Reino Unido y el n.º 1 de las de Irlanda. En junio de 2006, Motown publicó su pospusto álbum Blue, el cual alcanzó el puesto n.º 2 de la lista de jazz de Billboard. Su siguiente álbum de estudio fue I Love You, lanzado mundialmente el 2 de octubre de 2006 y el 16 de enero de 2007 en Norteamérica, producido por la discográfica Manhattan Records/EMI. El compacto alcanzó debutó en la posición nº32 de las listas pop y la nº16 de las de R&B[cita requerida], y desde su lanzamiento vendió más de 622.000 copias en todo el mundo.
A comienzos de 2007, Ross apareció en diversos programas de televisión de Estados Unidos y Europa, como por ejemplo American Idol o Live with Regis and Kelly, para promocionar su trabajo discográfico. Este, al igual que su gira europea, obtuvo críticas positivas.
Diana quedó devastada cuando supo que Michael Jackson había muerto. El 2 de julio de 2009 fue revelada la intención póstuma de Michael de que ella tuviera la custodia de sus hijos en caso de que su madre Katherine de 79 años muriera o se viera impedida de ejercerla.
Sigue brindando conciertos con el Tour "In The Name Of Love".

### Otros proyectos
Ross debutó en cine en 1972 con la película Lady Sings the Blues, donde interpretó a la también cantante Billie Holiday, bajo la dirección de Sidney J. Furie. El largometraje recibió reseñas positivas de diversas fuentes y comercialmente también le fue muy bien. Posteriormente ganó un Globo de Oro por «Nueva estrella del año- actriz». Asimismo, fue nominada al premio Óscar por «Mejor actriz» y al Globo de Oro a la «Mejor actriz - Drama». 
Más tarde, protagonizó la película Mahogany, junto a Billy Dee Williams, bajo la dirección de Berry Gordy. Allí interpretó el papel de una diseñadora de moda. El filme recibió críticas mayoritariamente negativas y comercialmente no le fue bien. En 1977, actuó junto a Lena Horne, Richard Pryor, Nipsey Russell, Ted Ross y su amigo Michael Jackson la versión cinematográfica de la obra teatral The Wiz, basada a su vez en la película El mago de Oz. El musical recibió reseñas negativas de diversas fuentes.
Ross retomó su carrera como actriz en la década de 1990, para protagonizar las películas para televisión: Out of Darkness, de 1994, y Double Platinum, de 1999.

## Giras
- Diana Ross World Tour (1973)
- Workin' Overtime World Tour (1989)
- Forever Diana! World Tour (1994)
- Take Me Higher World Tour (1996-97)
- Return to Love Tour (2000)
- I Love You Tour (2006-07)
- More Today Than Yesterday Tour (2010-11)
- In the Name of Love Tour (2014-15)

## Premios y nominaciones
| Año  | Premiación             | Trabajo Nominado     | Categoría                                                                | Resultado |
| ---- | ---------------------- | -------------------- | ------------------------------------------------------------------------ | --------- |
| 1970 | NME Award              |                      | Mejor Cantante Femenina Mundial                                          | Ganadora  |
| 1972 | NAACP Image Award      |                      | Mejor Actriz en una Película                                             | Ganadora  |
| 1973 | Premios Óscar          | Lady Sings The Blues | Mejor actriz                                                             | Nominada  |
| 1973 | Globo de Oro           | Lady Sings The Blues | Nueva Estrella del Año                                                   | Ganadora  |
| 1973 | Globo de Oro           | Lady Sings The Blues | Mejor actriz - Drama                                                     | Nominada  |
| 1974 | American Music Award   | Lady Sings The Blues | Sencillo Soul / R & B Favorito                                           | Ganadora  |
| 1975 | American Music Award   |                      | Artista Femenina Soul/R&B Favorita                                       | Ganadora  |
| 1976 | César                  |                      | Honorífico                                                               | Ganadora  |
| 1977 | Premio Tony            |                      | Especial                                                                 | Ganadora  |
| 1981 | American Music Award   | Upside Down          | Mejor Álbum Pop / Rock                                                   | Ganadora  |
| 1995 | Globo de Oro           | Out of Darkness      | Mejor actriz de miniserie o telefilme                                    | Nominada  |
| 1995 | Soul Train Music Award |                      | Premio al Legado                                                         | Ganadora  |
| 1996 | World Music Awards     |                      | Premio Leyenda Por Su Destacada Contribución a la Industria de la Música | Ganadora  |
| 2006 | TV Land                |                      | Mejor Momento Musical en Televisión                                      | Ganadora  |
| 2007 | Premio Kennedy         |                      | Honorífico                                                               | Ganadora  |
| 2007 | BET                    |                      | Premio a la Trayectoria                                                  | Ganadora  |
| 2012 | Grammy                 |                      | Carrera Artística                                                        | Ganadora  |

## Discografía
| Año  | Álbum                                       | Tipo                                              | Discográfica |
| ---- | ------------------------------------------- | ------------------------------------------------- | ------------ |
| 1970 | Diana Ross                                  | De estudio                                        | Motown       |
| 1970 | Everything Is Everything                    | De estudio                                        | Motown       |
| 1971 | Diana!                                      | BSO                                               | Motown       |
| 1971 | Surrender                                   | De estudio                                        | Motown       |
| 1972 | Lady Sings the Blues                        | BSO                                               | Motown       |
| 1973 | Touch Me in the Morning                     | De estudio                                        | Motown       |
| 1973 | To The Baby                                 | LP cancelado                                      | Motown       |
| 1973 | Diana & Marvin                              | De estudio (junto a Marvin Gaye)                  | Motown       |
| 1973 | Last Time I Saw Him                         | De estudio                                        | Motown       |
| 1974 | Live at Caesar's Palace                     | En vivo                                           | Motown       |
| 1975 | Mahogany                                    |                                                   | Motown       |
| 1976 | Diana Ross                                  | De estudio                                        | Motown       |
| 1977 | An Evening with Diana Ross                  | En vivo                                           | Motown       |
| 1977 | Baby, It's Me                               | De estudio                                        | Motown       |
| 1978 | Ross                                        | De estudio                                        | Motown       |
| 1978 | The Wiz                                     | BSO                                               | Motown       |
| 1979 | The Boss                                    | De estudio                                        | Motown       |
| 1980 | Diana                                       | De estudio                                        | Motown       |
| 1981 | To Love Again                               |                                                   | Motown       |
| 1981 | Revelations                                 | LP cancelado                                      | Motown       |
| 1981 | Why Do Fools Fall In Love?                  | De estudio                                        | RCA          |
| 1982 | Silk Electric                               | De estudio                                        | RCA          |
| 1983 | Ross                                        | De estudio                                        | RCA          |
| 1984 | Swept Away                                  | De estudio                                        | RCA          |
| 1985 | Eaten Alive                                 | De estudio                                        | RCA          |
| 1987 | Red Hot Rhythm & Blues                      | De estudio                                        | RCA          |
| 1989 | Workin' Overtime                            | De estudio                                        | Motown       |
| 1989 | Greatest Hits Live                          | En vivo                                           | Motown       |
| 1991 | The Force Behind the Power                  | De estudio                                        | Motown       |
| 1993 | Christmas in Vienna                         | En vivo (junto a Plácido Domingo y José Carreras) | Motown       |
| 1993 | Stolen Moments: The Lady Sings Jazz & Blues | En vivo                                           | Motown       |
| 1993 | When You Dream                              | Solo editado en Japón                             | Motown       |
| 1994 | Diana Extended: The Remixes                 |                                                   | Motown       |
| 1994 | A Very Special Season                       | De estudio                                        | Motown       |
| 1994 | Making Spirits Bright                       |                                                   | Motown       |
| 1995 | Take Me Higher                              | De estudio                                        | Motown       |
| 1996 | Voice of Love                               |                                                   | Motown       |
| 1997 | Gift Of Love                                |                                                   | Motown       |
| 1999 | Every Day Is A New Day                      | De estudio                                        | Motown       |
| 2006 | Blue                                        | De estudio                                        | Motown       |
| 2006 | I Love You                                  | De estudio                                        | Motown       |

## DVD en vivo
- 1993: Diana Ross Christmas in Vienna (grabado ese mismo año)
- 2002: Stolen Moments: The Lady Sings...Jazz & Blues (grabado en 1993)
- 2011: Diana Ross Live From Las Vegas (grabado en 1979)
- 2012: Diana Ross feat. The Supremes Paris 1968: Broadcast Archives (grabado en 1968)
- 2012: Diana Ross Live in Central Park (grabado en 1983)

## Filmografía
| Año  | Película                   | Papel          | Director              | Notas                                                                                         |
| ---- | -------------------------- | -------------- | --------------------- | --------------------------------------------------------------------------------------------- |
| 1966 | The Supremes In The Orient |                |                       | Con The Supremes. No se estrenó.                                                              |
| 1972 | Lady Sings the Blues       | Billie Holiday | Sidney J. Furie       | Nominada a los Premios de la Academia a Mejor Actriz en 1972.                                 |
| 1975 | Mahogany                   | Tracy          | Berry Gordy           |                                                                                               |
| 1978 | El mago                    | Dorothy        | Sidney Lumet          |                                                                                               |
| 1994 | Out of Darkness            | Paulie Cooper  | Larry Elikann         | Telefilm. Nominada a los Premios Globo de Oro a Mejor actriz de miniserie o telefilme en 1995 |
| 1999 | Double Platinum            | Olivia King    | Robert Allan Ackerman | Telefilm.                                                                                     |

## Televisión
- 1968: Tarzán (con las Supremes)
- 1968: TCB (con las Supremes)
- 1969: Like Hep (con Dinah Shore y Lucille Ball)
- 1969: GIT on Broadway (con las Supremes y the Temptations)
- 1971: Dianaǃ
- 1971: The Jackson 5ive
- 1977: Here I Am: An Evening with Diana Ross
- 1977: The Muppets Show
- 1980: Standing Room Only (HBO)
- 1981: Diana (especial de TV )
- 1983: Motown 25: Yesterday, Today, Forever
- 1983: Diana Ross: Live in Central Park/For One and For All (showtime)
- 1987: Diana Ross: Red Hot Rhythm and Blues
- 1989: Diana Ross: Workin' Overtime HBO: World Stage"
- 1992: Diana Ross Live! The Lady Sings... Jazz & Blues: Stolen Moments
- 1992: Christmas in Vienna
- 1993: BET Walk of Fame
- 1993: Always is Forever: 30th Anniversary
- 1996: Super Bowl XXX
- 1997: Super Concert in Budapest: Carreras, Ross and Domingo
- 1999: An Audience with Diana Ross
- 2000: VH1 Divas 2000: A Tribute to Diana Ross
- 2002: The Making and Meaning of We Are Family (documental)
- 2005: Tsunami Aid
- 2007: BET Awards 2007
- 2007: Kennedy Center Honors
- 2008: Nobel Peace Prize Concert
- 2011: The Oprah Winfrey Show: Farewell and Salute
- 2012: Christmas in Washington
- 2014: The Voice

## Autobiografías
- (1993). Secrets of a Sparrow: Memoirs. New York: Random House. ISBN 0-517-16622-4.
- (2002). Goin' Back. New York: Universe. ISBN 0-7893-0797-9. (fotografía)